# Kercz
Kercz (ukr. Керч, ros. Керчь, starożytny grecki: Παντικάπαιον, Pantikápaion; gr. Βόσπορος, Bosporos, krymskotat. Keriç) – ukraińskie miasto okupowane przez siły rosyjskie, na wschodzie Półwyspu Krymskiego, nad Cieśniną Kerczeńską, miasto-bohater (tytuł nadano 14 września 1973). Zamieszkuje je około 147 tysięcy osób.

## Transport

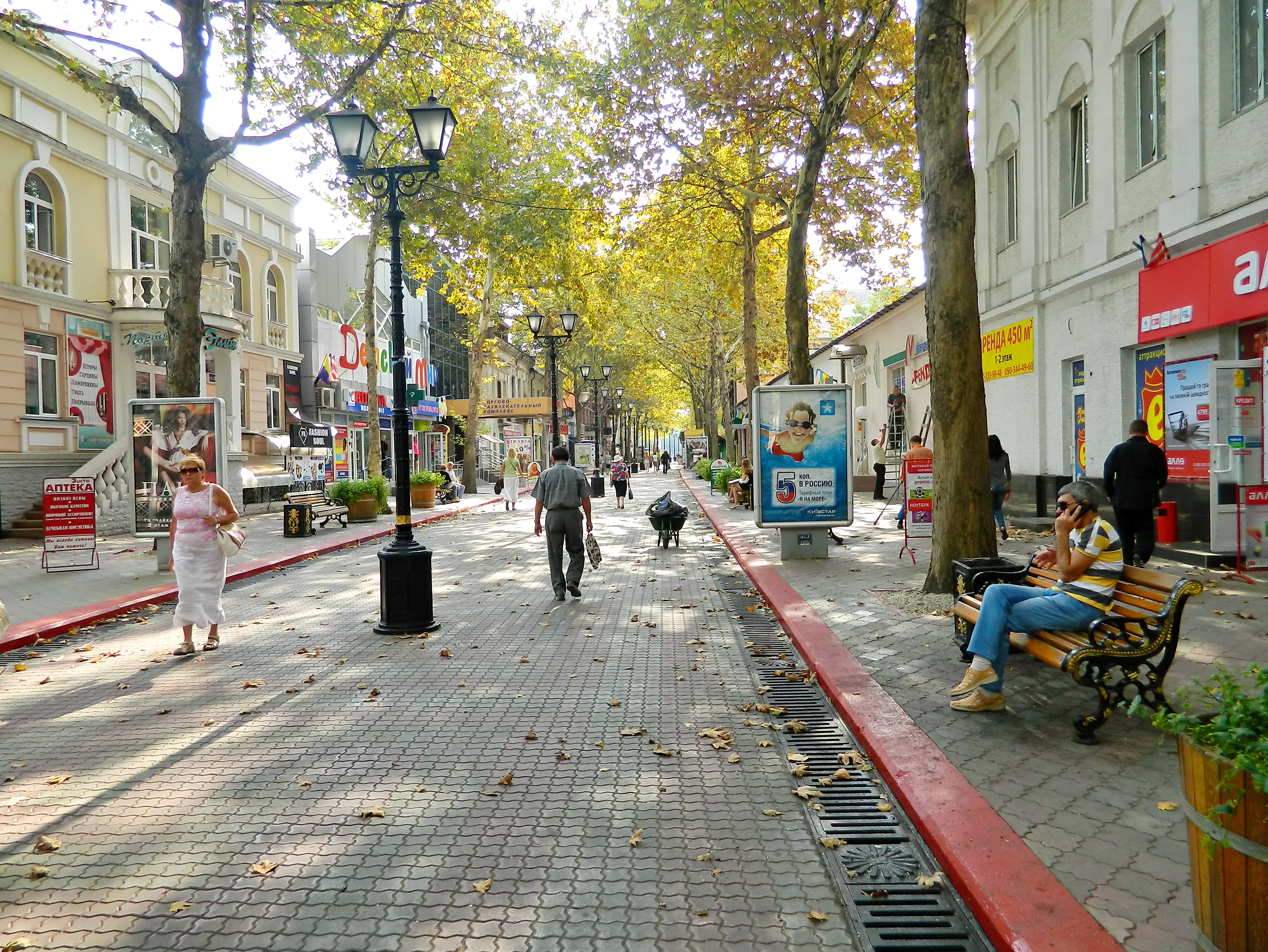
Ulica w Kerczu

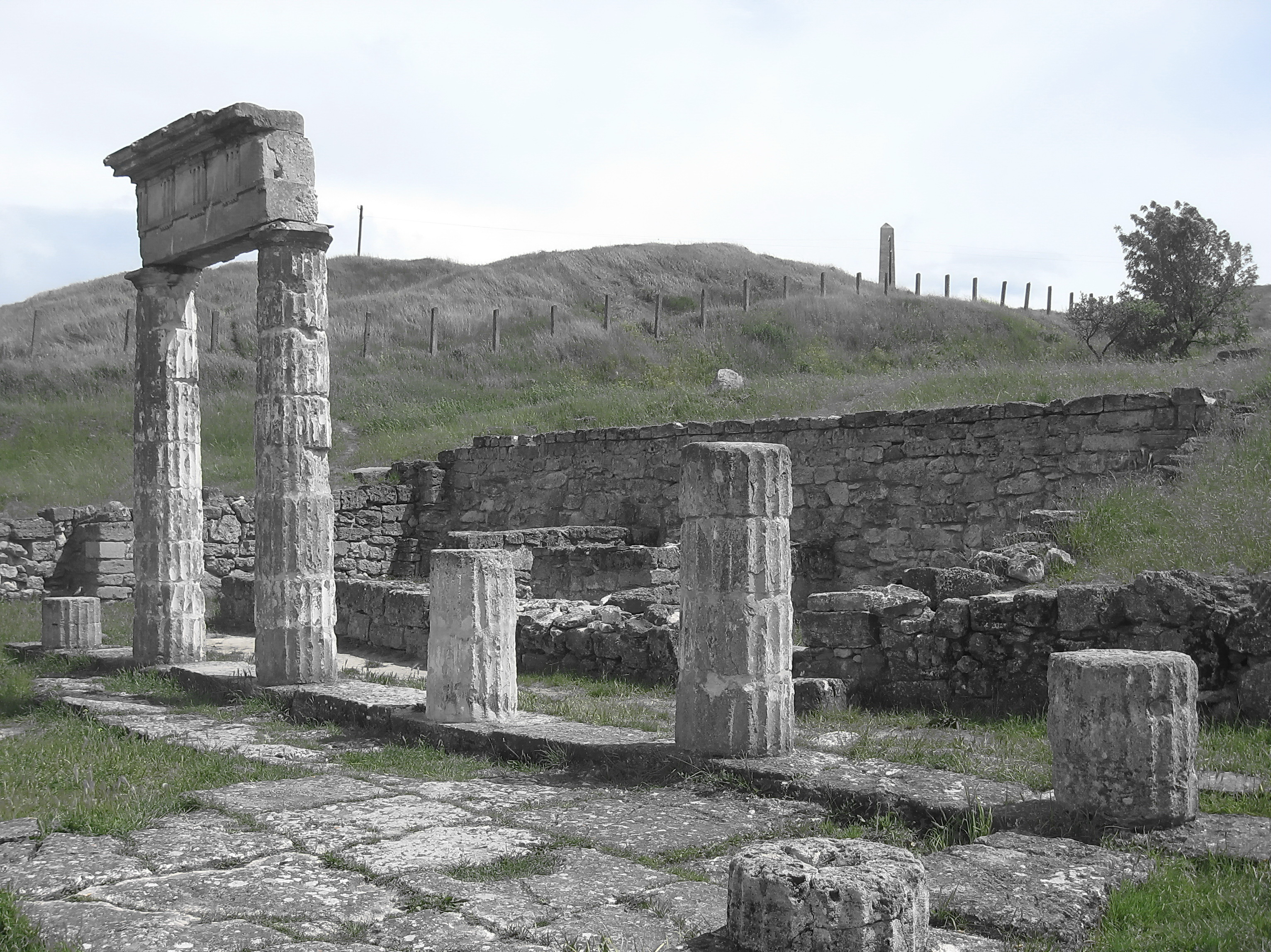
Ruiny Pantikapajonu

W Kerczu w latach 1935–1944 funkcjonował system tramwajowy. Aktualnie w mieście działa system trolejbusowy. Połączenia lotnicze obsługuje port lotniczy Kercz. Na południe od miasta przez obwodnicę Kercza przebiega autostrada A290 komunikująca Krym z Tamaniem w Kraju Krasnodarskim Federacji Rosyjskiej poprzez oddany do użytku 15 maja 2018 Most Krymski.

## Zabytki
- Cerkiew św. Jana Chrzciciela
- Meczet
- Góra Mitrydatesa
- Kurhan Królewski
- Kurhan Melek-Czesmienski
- Świątynia Demeter
- Twierdza Kercz
- Twierdza Jenikale
- Muzeum-pomnik Kamieniołom Adżymuszkaj

## Sport
Kercz jest siedzibą klubów piłkarskich Charczowyk i Okean.